# Kalervo Tuukkanen
Kalervo Tuukkanen (født 14. oktober 1909 i Mikkeli - død 12. juli 1979 i Helsingfors, Finland) var en finsk komponist, dirigent, lærer og forfatter.
Tuukkanen studerede komposition på Helsinki Musik Institut hos bl.a. Leevi Madetoja. Han var lærer og underviste i komposition på Viipuri Musik Institut. Dirigerede mange orkestre og kor i Finland, og skrev en biografi om sin lærer Leevi Madetoja.
Tuukkanen har skrevet 6 symfonier, sinfonietta, orkesterværker, kammermusik, koncertmusik, vokalmusik etc.

## Udvalgte værker
- Symfoni nr. 1 (1948) - for orkester
- Symfoni nr. 2 (1949) - for orkester
- Symfoni nr. 3 "Havet" (1952-1953) - for sopran, tenor, kor og orkester
- Symfoni nr. 4 (1958) - for orkester
- Symfoni nr. 5 (1961) - for orkester
- Symfoni nr. 6 (1978) - for orkester
- Sinfonietta (1948) - for orkester
- Violinkoncert  (1943) - for violin og orkester
- Cellokoncert (19?) - for cello og orkester